# Alejandro Ros
Alejandro Ros (Tucumán, 26 de junio de 1964) es un diseñador gráfico argentino. Pertenece a la primera promoción de egresados de la carrera de Diseño Gráfico de la Universidad de Buenos Aires. Es conocido por sus trabajos de portadas de álbumes para bandas y músicos de rock de Argentina; entre ellos Soda Stereo, Gustavo Cerati, Luis Alberto Spinetta, y Fito Páez. También ha trabajado para Página/12, en especial para el clásico suplemento cultural del diario, Radar, al igual que en tapas de libros y en la creación de logotipos, entre otras cosas. 

## Filmografía

### Películas
- Muta (2011) (coguionista)
- Zama (2017) (dama)

### Vídeos musicales
- "Por siete vidas (Cacería)" de Fito Páez (1989) (codirección con Sergio Pérez Fernández)
- "Pulsar" de Gustavo Cerati (1994) (codirección con Gabriela Malerba)
- "Clap Beat" de Leo García (1999) (codirección con Cecilia Amenábar)
- "Paraguaya" de Juana Molina (2017)
- "Entre las dos" de Miranda! con participación de Javiera Mena (2020)
- "Gente en la Calle" de Fito Páez con Lali (2021) (codirección con Guido Adler)
- "Por amar al amor" de Miranda! (2021)

## Portadas de álbumes
| Año  | Artista                           | Álbum                                   |
| ---- | --------------------------------- | --------------------------------------- |
| 1991 | Los Brujos                        | Fin de Semana Salvaje                   |
| 1992 | Cerati/Melero                     | Colores Santos                          |
| 1992 | Soda Stereo                       | Dynamo                                  |
| 1993 | Daniel Melero                     | Recolección Vacía                       |
| 1993 | Gustavo Cerati                    | Amor Amarillo                           |
| 1995 | Soda Stereo                       | Sueño Stereo                            |
| 1996 | Daniel Melero                     | Rocío                                   |
| 1996 | Juana Molina                      | Rara                                    |
| 1997 | Soda Stereo                       | El Último Concierto                     |
| 1997 | Luis Alberto Spinetta             | Estrelicia MTV Unplugged                |
| 1998 | Sabina y Páez                     | Enemigos Íntimos                        |
| 1999 | Ocio                              | Medida Universal                        |
| 1999 | Gustavo Cerati                    | Bocanada                                |
| 1999 | Babasónicos                       | Miami                                   |
| 1999 | Fito Páez                         | Abre                                    |
| 1999 | Leo García                        | Vital                                   |
| 1999 | Illya Kuryaki and the Valderramas | Leche                                   |
| 2000 | Bersuit Vergarabat                | Hijos del Culo                          |
| 2000 | Juana Molina                      | Segundo                                 |
| 2000 | Divididos                         | Narigón del Siglo                       |
| 2001 | Babasónicos                       | Jessico                                 |
| 2001 | Los Fabulosos Cadillacs           | Hola / Chau                             |
| 2002 | Bajofondo                         | Bajofondo Tango Club                    |
| 2002 | Divididos                         | Vengo del Placard de Otro               |
| 2002 | Juana Molina                      | Tres Cosas                              |
| 2003 | Babasónicos                       | Infame                                  |
| 2003 | Luis Alberto Spinetta             | Para Los Árboles                        |
| 2003 | Los Auténticos Decadentes         | Sigue Tu Camino                         |
| 2004 | Julieta Venegas                   | Sí                                      |
| 2004 | Vicentico                         | Los Rayos                               |
| 2004 | Luis Alberto Spinetta             | Camalotus                               |
| 2005 | Fito Páez                         | Moda y Pueblo                           |
| 2005 | Miranda!                          | En Vivo Sin Restricciones               |
| 2005 | Bersuit Vergarabat                | Testosterona                            |
| 2005 | Luis Alberto Spinetta             | Pan                                     |
| 2006 | Julieta Venegas                   | Limón y Sal                             |
| 2006 | Juana Molina                      | Son                                     |
| 2006 | Javiera Mena                      | Esquemas juveniles                      |
| 2007 | Los Auténticos Decadentes         | Club Atlético Decadente                 |
| 2007 | Las Pelotas                       | Basta                                   |
| 2007 | Juanse                            | Energía Divina                          |
| 2008 | Luis Alberto Spinetta             | Un Mañana                               |
| 2008 | Julieta Venegas                   | MTV Unplugged                           |
| 2008 | Miranda!                          | El Templo del Pop                       |
| 2008 | Juana Molina                      | Un Día                                  |
| 2009 | Miranda!                          | Es Imposible!                           |
| 2009 | Leo García                        | El Milagro Dance                        |
| 2009 | Damas Gratis                      | 10 Años de Oro: En Vivo en el Luna Park |
| 2009 | Mercedes Sosa                     | Cantora 1 / Cantora 2                   |
| 2010 | Divididos                         | Amapola del 66                          |
| 2010 | Vicentico                         | Sólo un momento                         |
| 2010 | Julieta Venegas                   | Otra cosa                               |
| 2010 | Fito Páez                         | Confiá                                  |
| 2010 | Javiera Mena                      | Mena                                    |
| 2008 | Entre Ríos                        | Entre Ríos                              |
| 2009 | Miranda!                          | Magistral                               |
| 2011 | Fito Páez                         | Canciones Para Aliens                   |
| 2011 | Babasónicos                       | A Propósito                             |
| 2011 | Juanse                            | Baldíos Lunares                         |
| 2011 | Divididos                         | Audio y Agua                            |
| 2013 | Tan Biónica                       | Destinología                            |
| 2013 | Juana Molina                      | Wed 21                                  |
| 2013 | Javiera Mena                      | Primeras Composiciones                  |
| 2014 | Vicentico                         | Último Acto                             |
| 2014 | Javiera Mena                      | Otra Era                                |
| 2017 | Fito Páez                         | La Ciudad Liberada                      |
| 2018 | Javiera Mena                      | Espejo                                  |
| 2020 | Luis Alberto Spinetta             | Ya no mires atrás                       |
| 2021 | Miranda!                          | Souvenir                                |

## Premios y nominaciones

### Premios Grammy Latinos
| Año  | Categoría                                   | Trabajo                 | Resultado | Ref.  |
| ---- | ------------------------------------------- | ----------------------- | --------- | ----- |
| 2009 | Cantora, un viaje íntimo (de Mercedes Sosa) | Mejor diseño de empaque | Ganador   | [ 3 ] |
| 2011 | Solo un momento (de Vicentico)              | Mejor diseño de empaque | Ganador   | [ 4 ] |
| 2012 | Canciones para aliens (de Fito Páez)        | Mejor diseño de empaque | Nominado  | [ 5 ] |
| 2014 | Wed 21 (de Juana Molina)                    | Mejor diseño de empaque | Ganador   | [ 6 ] |

### Premios Carlos Gardel
| Año  | Categoría                                       | Trabajo                 | Resultado | Ref.   |
| ---- | ----------------------------------------------- | ----------------------- | --------- | ------ |
| 2000 | Bocanada (de Gustavo Cerati)                    | Mejor diseño de portada | Ganador   | [ 7 ]  |
| 2003 | Bajofondo Tango Club (de Bajofondo)             | Mejor diseño de portada | Nominado  | [ 8 ]  |
| 2004 | Infame (de Babasónicos)                         | Mejor diseño de portada | Nominado  | [ 9 ]  |
| 2004 | Para los arboles (de Luis Alberto Spinetta)     | Mejor diseño de portada | Ganador   | [ 9 ]  |
| 2005 | La argentinidad al palo (de Bersuit Vergarabat) | Mejor diseño de portada | Nominado  | [ 10 ] |
| 2005 | Mi vida con ellas (de Fito Páez)                | Mejor diseño de portada | Nominado  | [ 10 ] |
| 2005 | Camalotus (de Luis Alberto Spinetta)            | Mejor diseño de portada | Nominado  | [ 10 ] |
| 2005 | Los rayos (de Vicentico)                        | Mejor diseño de portada | Ganador   | [ 10 ] |
| 2006 | Testosterona (de Bersuit Vergarabat)            | Mejor diseño de portada | Nominado  | [ 11 ] |
| 2016 | Los amigos (de Luis Alberto Spinetta)           | Mejor diseño de portada | Ganador   |        |
| 2007 | El mundo cabe en una canción (de Fito Páez)     | Mejor diseño de portada | Nominado  | [ 12 ] |
| 2007 | Son (de Juana Molina)                           | Mejor diseño de portada | Nominado  | [ 12 ] |
| 2009 | Una mañana (de Luis Alberto Spinetta)           | Mejor diseño de portada | Ganador   | [ 13 ] |
| 2016 | Los amigos (de Luis Alberto Spinetta)           | Mejor diseño de portada | Ganador   |        |
| 2017 | Impuesto de fe (de Babasónicos)                 | Mejor diseño de portada | Ganador   | [ 14 ] |
| 2018 | La ciudad liberada (de Fito Páez)               | Mejor diseño de portada | Nominado  | [ 15 ] |
| 2018 | Fuerte (de Miranda!)                            | Mejor diseño de portada | Nominado  | [ 15 ] |
| 2019 | Satélite (de Gustavo Cerati)                    | Mejor diseño de portada | Nominado  | [ 16 ] |
| 2020 | Utopía (de Pedro Aznar y Ramiro Gallo)          | Mejor diseño de portada | Nominado  | [ 17 ] |
| 2020 | Precoz (de Miranda!)                            | Mejor diseño de portada | Nominado  | [ 17 ] |
| 2022 | Oscuro éxtasis (de Wos)                         | Mejor diseño de portada | Nominado  | [ 18 ] |
| 2022 | La dirección (de Conociendo Rusia)              | Mejor diseño de portada | Ganador   | [ 18 ] |
| 2023 | Cabeza negra (de Julieta Laso)                  | Mejor diseño de portada | Ganador   | [ 19 ] |
| 2023 | Trinchera avanzada (de Babasónicos)             | Mejor diseño de portada | Nominado  | [ 19 ] |

### Premios Konex
- 2002: Konex de platino categoría diseño gráfico.[20]